# 阿什杜德足球俱乐部
阿什杜德足球俱乐部(希伯来语: מועדון ספורט אשדוד, Moadon Sport Ashdod)，以色列阿什杜德市的一个足球俱乐部。

## 荣誉
- 以色列足球乙级联赛:
  - 冠军 (1): 2015-16
- 以色列足球超级联赛:
  - 季军  - 2004-05